# Franciszek Wężyk
Franciszek Wężyk, pseud. i krypt.: F. W.; F. W. S.; Ildefons Kobiałkiewicz; Mieszkaniec Krakowa, (ur. 7 października 1785 w Witulinie, zm. 2 maja 1862 w Krakowie) – polski dramatopisarz, powieściopisarz, poeta, tłumacz, krytyk literacki, publicysta, członek Towarzystwa Warszawskiego Przyjaciół Nauk, prezes Towarzystwa Naukowego Krakowskiego, poseł na Sejm Księstwa Warszawskiego i Królestwa Kongresowego, senator, wolnomularz.

## Życiorys
Urodził się w Witulinie (Podlasie), jako syn Kazimierza podstolego wiślickiego, i Marianny z Bogusławskich. Pierwsze nauki pobierał w Białej Radziwiłłowskiej (1792-1795), kształcił się u pijarów w Łukowie (1795-1796), ponownie w Białej (1796-1798), kontynuując je na prywatnej pensji Karola Möllera w Warszawie (1798-1799). Wkrótce potem po raz trzeci kształcił się w Białej, kończąc w roku 1801 tamtejsze gimnazjum. Jesienią 1801 rozpoczął studia prawnicze na Uniwersytecie Jagiellońskim, uczestnicząc jednocześnie w wykładach nt. literatury, prowadzonych przez J. Przybylskiego. W roku 1806 umarła jego matka, a on sam wrócił do ojca w rodzinnym Witulinie. Po kilku miesiącach (styczeń 1807) powrócił do Warszawy, gdzie objął stanowisko asesora Sądu Apelacyjnego departamentu warszawskiego. Oficjalną nominację na to stanowisko otrzymał 29 czerwca 1807. Po ponad 2-letniej pracy (5 września 1809) uzyskał zwolnienie z pełnionej funkcji i przeniósł się do Krakowa, choć do roku 1813 przebywał głównie w Warszawie. W roku 1810 wybrany na posła powiatu bialskiego, na sejm warszawski. Z początkiem roku 1811 (6 stycznia) otrzymał tytuł członka przybranego Towarzystwa Przyjaciół Nauk.
W 1812 powołany do Rady Generalnej Konfederacji Generalnej Królestwa Polskiego. 14 maja 1831 mianowany senatorem-kasztelanem Królestwa Polskiego. W latach 1811–1813 był wielkim sekretarzem Wielkiego Wschodu Narodowego Polski.
W roku 1814 wyjechał do Krakowa, wkrótce potem osiadł w rodzinnym Witulinie, gdzie zajął się prowadzeniem gospodarstwa. Dwa lata później (1816) poślubił Felicję Mieroszewską. W roku 1830 zamieszkał w Siedliskach (woj. krakowskie), odziedziczonych wcześniej przez żonę.

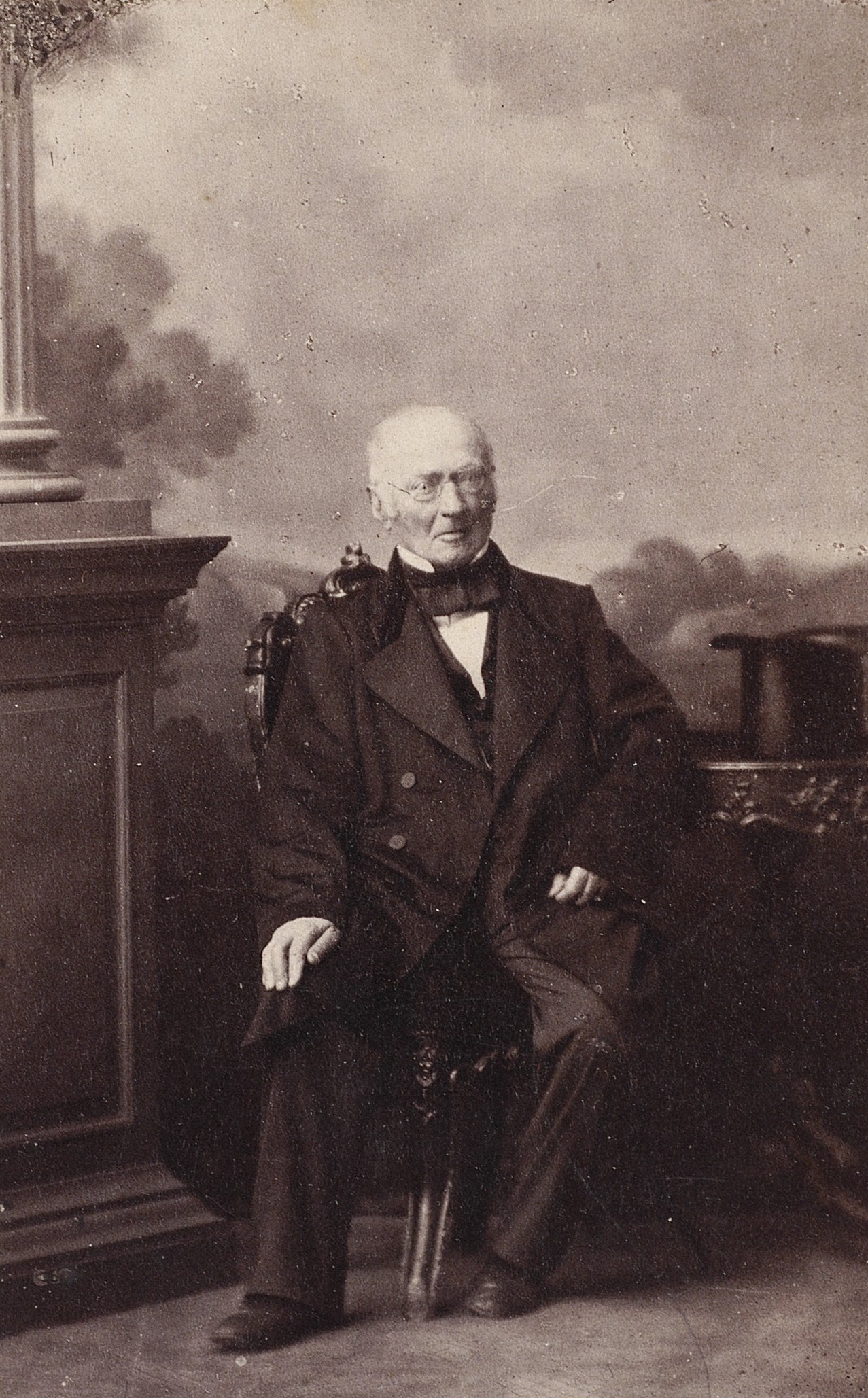
Franciszek Wężyk

Jako senator podpisał 25 stycznia 1831 roku akt detronizacji Mikołaja I Romanowa. W maju roku 1831 wyjechał do Warszawy, wezwany tam przez rząd powstańczy, w celu objęcia urzędu senatora-kasztelana. Po upadku powstania listopadowego przebywał głównie w Siedliskach, wyjeżdżając sporadycznie na leczenie do wód (3-krotnie odwiedzał w tym celu Drezno: 1834, 1837 i 1848). Począwszy od roku 1838 ponownie zamieszkał w Krakowie, gdzie został oficjalnie obywatelem Rzeczypospolitej Krakowskiej. Ponadto był właścicielem (od roku 1840) kieleckiej wsi Minoga.
Wężyk był członkiem (od 29 lutego 1848) Towarzystwa Naukowego Krakowskiego. Przez ponad 3 lata (w okresie od 25 października 1856 do 9 stycznia 1860) był prezesem Towarzystwa. W tym okresie bardzo mocno zaangażował się w budowę domu na potrzeby Towarzystwa (późniejszej siedziby Akademii Umiejętności). Był jednym z autorów haseł do 28 tomowej Encyklopedii Powszechnej Orgelbranda z lat 1859-1868. Jego nazwisko wymienione jest w I tomie z 1859 roku na liście twórców zawartości tej encyklopedii.
Zmarł w Krakowie, w wieku 76 lat (2 maja 1862 roku). Pochowany został na cmentarzu Rakowickim w Krakowie, w grobowcu rodzinnym, w kwaterze Lb.

## Twórczość
W swej twórczości łączył umiarkowany klasycyzm z tendencjami preromantyzmu (np. pochwała Szekspira w: O poezji dramatycznej..., 1811-1815), autor poematu opisowego Okolice Krakowa... (1809-1813) i tragedii Gliński... (1809-1810). Pisywał też powieści historyczne i ody.

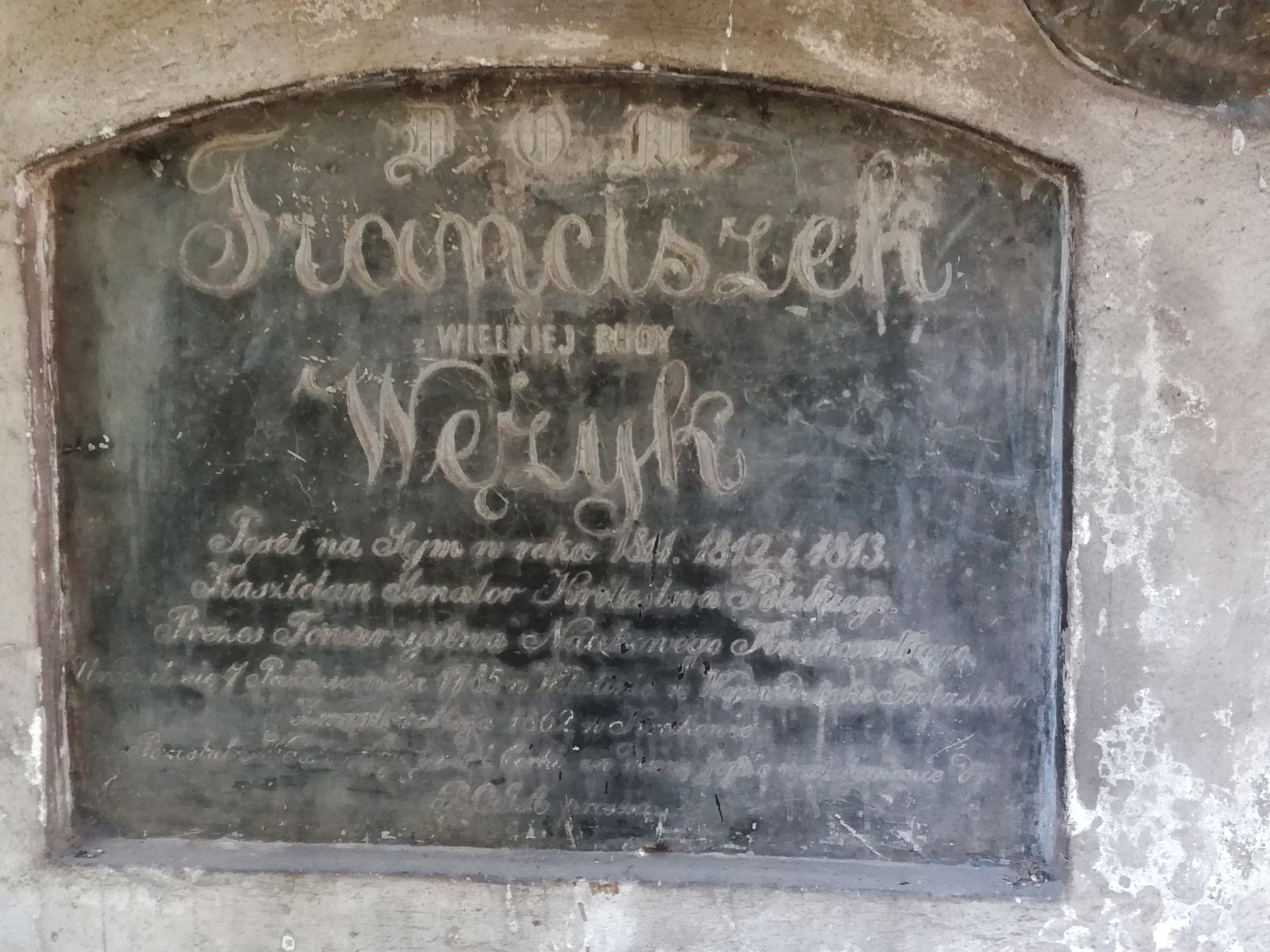
Grób Franciszka Wężyka na cmentarzu Rakowickim

### Ważniejsze dzieła
1. Don Carlos. Tragedia w 5 aktach wierszem, powst. 1805, rękopis: Ossolineum sygn. 12298/I (z notką cenzury, dat. 14 kwietnia 1808, pozwalającą na wyst. sztuki w teatrze warszawskim; E. Szwankowski nie odnotował jednak premiery), niewydana; według tragedii V. Alfieriego i F. Schillera
2. Barbara Radziwiłłówna. Tragedia w 5 aktach oryginalnie wierszem napisana, powst. 1806(?), wyst. Warszawa 22 lutego 1811, wyd. Kraków 1822[8] (... Z dodaniem rozprawy drugiej o poezji dramatycznej. Zobacz poz. 9)
3. Msza święta. Iudica me Deus, napisana w roku 1808 dla ks. J.J. Cybulskiego, dyr. szkoły organistów, wyd. zobacz Wydania zbiorowe t. 3, rękopisy: Ossolineum sygn. 12309/II (2 redakcje), 12310/I (odpis); wiersz ten mylnie przypisywano A. Felińskiemu
4. Wiersz na śmierć Tadeusza Dembowskiego, ministra skarbu, zmarłego d. 12 kwietnia 1809 r., brak miejsca wydania (1809), wyd. następne zobacz Wydania zbiorowe t. 3, rękopis: Ossolineum sygn. 12311/III
5. Oda na powrót wojska polskiego do stolicy d. 18 grudnia 1809, (Warszawa 1809), wyd. następne w: Rys historyczny kampanii odbytej w r. 1809 w Księstwie Warszawskim, Poznań 1869 (5 pierwszych strof); zobacz Wydania zbiorowe t. 3; „Sto lat myśli polskiej” t. 2 (1907); rękopis: Ossolineum sygn. 12311/III
6. Rzym oswobodzony. Scena historyczna w 3 aktach wierszem, przez... Wystawiona pierwszy raz na teatrze warszawskim dnia 21 grudnia 1809 r. z okoliczności triumfalnego powrotu wojska narodowego do stolicy, Warszawa 1811[9], (muzyka: J. Elsner); inny tytuł: Powrót wojowników
7. Gliński. Tragedia w 5 aktach wierszem. Przez F. W., powst. w latach 1809-1810, wyst. Warszawa 9 marca 1810, fragm. „Gazeta Warszawska” 1809, całość wyd. Kraków 1821[10] (... z dodaniem rozprawy pierwszej o poezji dramatycznej. Zobacz poz. 9); wyd. 2 Kraków 1831[11]; fragmenty przedr. „Sto lat myśli polskiej” t. 2 (1907); rękopisy: Ossolineum sygn. 12299/I (odpis z roku 1818, tekst odmienny od druk. w roku 1821); Biblioteka Czartoryskich sygn. 2458/2 (bruliony); Biblioteka Jagiellońska sygn. 6062 II; Biblioteka PAN Kraków sygn. 1305; Państwowe Centralne Archiwum Historyczne w Kijowie sygn. 49, 2 ,59; Biblioteka Narodowa (BOZ sygn. 988 – rok 1819); przekł. francuski (1823)
8. Okolice Krakowa. Poema, powst. w latach 1809-1813; fragm. „Pamiętnik Warszawski” 1809 t. 3, s. 202-212, 329-340; całość wyd. Kraków 1820; wyd. następne: wyd. 2 popr. i rozszerzone Kraków 1823; wyd. 3 Kraków 1833[12]; Tarnów 1811 „Biblioteka Uniwersalna Arcydzieł Polskich i Obcych” nr 8 b; Złoczów (1896) „Biblioteka Powszechna” nr 192; fragmenty przedr., „Sto lat myśli polskiej” t. 2 (1907); przekł. angielski (1881)
9. O poezji dramatycznej, powst. 1811 z polecenia Towarzystwa Warszawskiego Przyjaciół Nauk, odrzucona przez Komisję (Deputację) wybraną z grona Towarzystwa w składzie: L. Osiński, J. U. Niemcewicz, K. Koźmian, J.F. A. Tarnowski; wyd. częściowo (po odrzuceniu ustępów o Szekspirze): cz. 1 przy poz. 7; cz. 2 przy poz. 2; cz. 3 (powst. w latach 1814-1815) przy poz. 19; tekst pierwotny w całości wyd. z rękopisu S. Tomkowicz: Przyczynek do historii początków romantyzmu w Polsce, „Archiwum do Dziejów Literatury i Oświaty w Polsce” t. 1 (1878) i odb.; fragmenty przedr.: „Sto lat myśli polskiej” t. 2 (1907): „Polska krytyka literacka (1800-1918)...”, t. 1, Warszawa 1959; rękopis: Ossolineum sygn. 12300/I (wraz z odpisem opinii Komisji Towarzystwa Przyjaciół Nauk)
10. Wiersz do wojska polskiego  z okoliczności rozpoczętej wojny z Moskwą, brak miejsca wydania (1812), wyd. następne zobacz Wydania zbiorowe t. 3, rękopisy: Ossolineum sygn. 12311/III; Biblioteka PAN Kraków sygn. 2171 t. 11
11. Oda z okoliczności ogłoszenia Polski dnia 28 Czerwca 1812 w Warszawie, Warszawa (1812), wyd. następne zobacz Wydania zbiorowe t. 3
12. Głos... posła bialskiego, radcy konfederacji jeneralnej, na sesji skonfederowanego sejmu d. 28 czerwca 1812 r. miany, brak miejsca wydania (1812)
13. Do Kajetana Koźmiana... goszczącego w dzień imienin u Piotra Okszyca Orzechowskiego... d. 7 sierpnia 1812, brak miejsca wydania (1812)[13], wyd. następne zobacz Wydania zbiorowe t. 3, rękopisy: Ossolineum sygn. 12309/III, 12310/I (odpis i druk z poprawkami autora)
14. Na dzień doroczny urodzin Napoleona Wielkiego d. 15 sierpnia 1812 r. przez F. W., „Gazeta Warszawska” 1812 nr 66 i wyd. osobne brak miejsca wydania (1812), wyd. następne zobacz Wydania zbiorowe t. 3 (pt. Na dzień doroczny 12 sierpnia); rękopisy: Ossolineum sygn. 12309/III, 12310/I (odpis)
15. Kabalista. Opera komiczna w 2 aktach oryginalnie wierszem napisana, powst. w latach 1811-1813, wyst. Warszawa 29 stycznia 1813, (muzyka: J. Elsner); rękopis: Ossolineum sygn. 12302/II (brak zakończenia); opera wzorowana na Żółtej szlafmycy F. Zabłockiego
16. Do J. O. Księcia Józefa Poniatowskiego, naczelnego dowódcy wojsk polskich... Dn. 19 marca r. 1813 w Krakowie, Kraków 1813, wyd. następne zobacz Wydania zbiorowe t. 3 (tekst według odmiennej niż w pierwodruku wersji rękopiśmiennej); rękopisy: Ossolineum sygn. 12309/III (tu też druk z poprawkami autora), 12310/I (odpis)
17. Nowiniarz. Komedia w 5 aktach wierszem, powst. w latach 1811-1815, rękopis: Ossolineum sygn. 12301/II
18. Wanda. Tragedia w 5 aktach, powst. w latach 1811-1815, wyd. Kraków 1826[14]; jej tekst posłużył za libretto do opery K. Hoffmana: Wanda, córka Krakusa (wyst. Kraków 1 kwietnia 1876)
19. Bolesław Śmiały. Tragedia w 5 aktach, powst. w latach 1814-1815, wyst. Warszawa 13 i 22 grudnia 1816 (pt. Bolesław Wtóry), wyd. Kraków 1822 (... Z dodaniem rozprawy trzeciej o poezji dramatycznej. Zobacz poz. 9), rękopisy: Ossolineum sygn. 5297/I; Biblioteka Narodowa (BOZ sygn. 985 – z roku 1816)
20. Daszko i Oksenia, czyli przyłączenie Rusi Czerwonej do Polski. Powieść historyczna z dziejów XIV wieku, powst. około roku 1815, rękopis: Ossolineum sygn. 12303/II (brulion i odpis)
21. Władysław Łokietek, czyli Polska w XIII wieku. Powieść historyczna przez F. W. t. 1-3, Warszawa 1828[15], wyd. następne Tarnów 1893; t. 1-2 Warszawa 1898 „Biblioteka Dzieł Wyborowych” nr 22-23; fragmenty przedr. „Sto lat myśli polskiej” t. 2 (1907)
22. Mieszkaniec Krakowa do mieszkańca Warszawy, Kraków 1829[16], (broszura polityczna, wyd. bezimienne)
23. Komat. Powieść z dziejów Jadźwingów. Poemat wierszem, powst. 1829, wyd. zobacz Wydania zbiorowe t. 3, rękopisy: Ossolineum sygn. 12309/III, 12310/I (odpis), 12545/III (materiały)
24. Historia Polski dla użytku młodzieży, powst. w latach 1828-1830, rękopis: Ossolineum sygn. 12308/II (2 redakcje i 2 odpisy); inny tytuł: Dzieje Polski dla dzieci rozpoczęte w 1825 r., a dla wnuków skończone w 1850
25. Mowa na pogrzebie Woronicza arcybiskupa w: Kazania i mowy z powodu uroczystego pogrzebu śp. ... Jana Pawła Woronicza, Kraków 1830, przedr. pt. Przemowa... wyrzeczona w Krakowie dnia 8 stycznia 1830 r. przy wyprowadzeniu zwłok Woronicza z Pałacu Biskupów na Zamek w: J.P. Woronicz: Pisma t. 1, Kraków 1832
26. O życiu i zgonie Tekli z Wodzickich Małachowskiej, wojewodziny krakowskiej, Kraków 1830, (wyd. bezimienne)
27. Zygmunt z Szamotuł. Powieść z dziejów XIV wieku t. 1-3, Warszawa 1830[17], wyd. następne Gródek 1898; przekł. niemiecki (1834)
28. Przemowa na pogrzebowym obrzędzie Hen. Kamieńskiego jenerała. Przez F. W. S., brak miejsca wydania 1831
29. Powstanie Królestwa Polskiego w roku 1830 i 1831. Pamiętnik spisany w r. 1836, Kraków 1895[18], wyd. następne (tytułowe) Kraków 1905, fragmenty przedr. „Sto lat myśli polskiej” t. 2 (1907)
30. Do Fryderyka Hechell, med. dra i profesora w Uniwersytecie Jagiellońskim, z powodu pisma jego o pijaństwie, Kraków 1844, (podpisany krypt.: F. W., dat. 12 maja 1844)
31. Ostatnie chwile Kazimierza Wielkiego. Scena historyczna, wyd. zobacz Wydania zbiorowe t. 2, rękopis: Ossolineum sygn. 12304/III (4 redakcje i fragm. brulionowe)
32. Bezkrólewie I, czyli Jadwiga. Dramat w 5 aktach, rozpoczęty w roku 1845, fragm. odczytane w Towarzystwie Naukowym Krakowskiego w roku 1849; ogł.: „Przegląd Poznański” 1858, s. 65-70; „Rocznik Towarzystwa Naukowego Krakowskiego” poczet 3, t. 3 (1859), s. 28-46 i odb.: Poezja. Scen kilka z dramatu pod napisem Bezkrólewie I, brak miejsca i roku wydania, także w: Trzy mowy, zobacz poz. 43, całość zobacz Wydania zbiorowe t. 2; rękopisy: Ossolineum sygn. 12304-12305/III (4 redakcje i fragm.)
33. Bezkrólewie II. (Anna Jagiellonka). Dramat w 5 aktach (poprzedzony przedmową), fragm. „Przegląd Poznański” t. 16 (1853) s. 71-82, t. 17 (1853) s. 54-68 i odb.: Bezkrólewie. Dramat wierszem, brak miejsca i roku wydania; całość zobacz Wydania zbiorowe t. 2; fragmenty przedr. „Sto lat myśli polskiej” t. 2 (1907); rękopisy: Ossolineum sygn. 12305/III (4 redakcje i fragm.); Biblioteka PAN Kraków sygn. 2216 (przedmowa i początek aktu I)
34. Rysy z życia śp. księdza Karola Antoniewicza, ojca z Towarzystwa Jezuitów, Poznań 1853
35. Autobiografia, dat w odpisie: 21 czerwca 1855, rękopis[19]: Ossolineum sygn. 12314/I (odpis); fragmenty ogł. S. Tomkowicz w: Żywot F. Wężyka, z użyciem głównie własnych zapisków poety; zobacz Wydania zbiorowe t. 2
36. Piast. Powieść dziejowa, powst. około roku 1856, wyd. zobacz Wydania zbiorowe t. 3; rękopisy: Ossolineum sygn. 12311/III, 12310/I (odpis); z dedykacją wierszem do Deotymy
37. Kajetan Koźmian i Franciszek Paszkowski, „Dodatek Miesięczny do Czasu" 1856, s. 389-407 i odb. Kraków 1856
38. Mowa... przy objęciu prezesostwa Towarzystwa Naukowego Krakowskiego na posiedzeniu publicznym dnia 28 lutego 1857 w Krakowie, „Rocznik Towarzystwa Naukowego Krakowskiego” poczet 3, t. 1 (1857) i odb. Kraków 1857[20]; zobacz także poz. 43
39. Mowa... na posiedzeniu publicznym dnia 6 marca 1858 miana oraz sprawozdanie z prac tegoż Towarzystwa w ciągu roku 1857, „Rocznik Towarzystwa Naukowego Krakowskiego” t. 2 (1858) i odb. Kraków 1858; zobacz także poz. 43
40. Mowa... na posiedzeniu publicznym dnia 26 lutego 1859 r. w Krakowie i sprawozdanie z czynności tegoż Towarzystwa z r. 1858, „Rocznik Towarzystwa Naukowego Krakowskiego” t. 3 (1859) i odb. Kraków 1859; zobacz także poz. 43
41. Wieś polska. (Poemat. Z dedykacją:) Do J. I. Kraszewskiego (dat. 14 czerwca 1859), wyd. zobacz Wydania zbiorowe t. 3; rękopis: Ossolineum sygn. 12311/II (fragm.)
42. O poezji dramatycznej rzecz krótka, powst. 1859, wyd. zobacz Wydania zbiorowe t. 2; rękopis: Ossolineum sygn. 12304/III (3 redakcje); art. poprzedza: Wstęp do J. Kremera
43. Trzy mowy na posiedzeniach publicznych c. k. Towarzystwa Naukowego w Krakowie w dniach 28 lutego 1857 r. – tudzież 6 marca 1858 i 26 lutego 1859. Z dodaniem dwóch ułamków z dramatu pod napisem: Bezkrólewie I, czyli Jadwiga, odczytanych na tychże posiedzeniach: drugim i trzecim, Kraków 1859[21], (książka złożona z oprawionych razem odbitek poz. 38-40 – oraz odb. z „Rocznika Towarzystwa Naukowego Krakowskiego” fragmentu poz. 32)
44. Dzieci wieku. Komedia w 3 aktach wierszem, powst. 1860, rękopis: Ossolineum sygn. 12307/III (3 redakcje i fragm.)
45. Ostatnia mowa... na posiedzeniu publicznym c. k. Towarzystwa Naukowego w Krakowie, wygłoszona dnia 25 lutego 1860 r. przy zdaniu zarządu tegoż Towarzystwa, po urzędowaniu trzechletnim, nowo obranemu prezesowi drowi i prof. Uniwersytetu Jagiellońskiego Józefowi Majerowi, „Rocznik Towarzystwa Naukowego Krakowskiego” poczet 3, t. 4 (1860) i odb. Kraków 1860
46. I ja też, czyli Rzeczpospolita Babińska. Komedia historyczna w 3 aktach, „Gazeta Codzienna” 1860 nr 273-278, wyd. osobne Warszawa 1861[22]; rękopis: Ossolineum sygn. 12306/III (dwie redakcje, odpis z 2. redakcji, fragm.), dedykowana A. Fredrze
47. Zdanie sprawy z budowy domu Towarzystwa Naukowego Krakowskiego i składek na tęż budowę zebranych od dnia 1 lutego 1860 r. do dnia tegoż 1861 przez... ogłoszone na posiedzeniu publicznym dnia 23 lutego 1861 przez... ogłoszone na posiedzeniu publicznym dnia 23 lutego 1861, „Rocznik Towarzystwa Naukowego Krakowskiego” t. 5 (1861) i odb. Kraków 1861
48. Nowy przedsiębiorca teatru. Prolog przez Ildefonsa Kobiałkiewicza, wyd. zobacz Wydania zbiorowe t. 3, rękopis: Ossolineum sygn. 12311/III
49. Poezje drobniejsze z pośmiertnych rękopisów, zobacz Wydania zbiorowe t. 3; tu m.in.: Do poezji (1808); Do Fryderyka Augusta, króla saskiego... z przyczyny zakazu grania tragedii Gliński w r. 1809; Syn marnotrawny i Głowa brązowa. Z okoliczności pustej prawie reprezentacji pierwszego dzieła 1812 r. w Warszawie; Do żądających krytyki na płody pisemne w r. 1827; Jan Kochanowski (1845); Smok wawelski (1845); Ku czci wiekopomnej pamięci nieboszczki (1846); Do K. Koźmiana (liczne wiersze); Do Z. A. Helcla (2 wiersze z roku 1855); Do Zygmunta Krasińskiego (1856); Fragment poematu z r. 1831; Smutno mi, Panie (1860); rękopisy: Ossolineum sygn. 12309/III, 12310/I, 12311/III, 12545/III (zawierają też wiersze nieobjęte Wydaniami zbiorowymi; druk. w czasopismach i publikacjach ulotnych, zobacz poniżej; jak również dotąd niedrukowane)
50. Pamiętnik, ukończony 25 stycznia 1862, rękopis: Ossolineum sygn. 12313/II; fragmenty ogł. S. Tomkowicz jak wyżej poz. 35.

Utwory Wężyka ogłaszano ponadto w czasopismach i książkach: „Biblioteka Warszawska” (tu: Wiersz do Liszta, w Krakowie dnia 30 marca 1843 r., 1843 t. 2, s. 384-385), „Czas. Dodatek Miesięczny” (1853 nr 87), „Gazeta Codzienna”, „Gazeta Warszawska” (1806-1812, tu m.in.: Oda do Polaków, 1807 dodatek do nr 16), „Pamiętnik Warszawski” (tu: Strumyk i rzeka. Bajka, 1809 t. 1, s. 301-302; Synonimy polskie przez F. W., 1809 t. 2, s. 43-47, 205-207; Stateczność w cnocie. Oda, 1809 t. 3, s. 65-67; O poezji w ogólności, 1815 t. 3, s. 35-47, ogł. anonimowo; Uwagi nad Jana Śniadeckiego rozprawą O pismach klasycznych i romantycznych, 1819 t. 14, s. 458-477, ogł. anonimowo, autorstwo domniemane), „Rocznik Towarzystwa Naukowego Krakowskiego” (1857-1861), „Rozmaitości” (Lwów, 1843 nr 17), „Tygodnik Literacki” (1843 nr 16).
Jego pisma drukowano w wielu innych publikacjach: L. Siemieński: Wspomnienia o życiu i pismach F. Wężyka, „Rocznik Towarzystwa Naukowego Krakowskiego” t. 11 (1866) i wyd. następne – S. Tarnowski: O niewydanych poezjach F. Wężyka, „Rozprawy i Sprawozdania z Posiedzeń Wydziału Filologicznego AU” t. 3 (1875) – H. Zathey: Z papierów F. Wężyka, „Przegląd Polski” luty 1875 (tu: Do A. Mickiewicza po wydaniu Wallenroda w Petersburgu; Wiersz na zamknięcie pisarskiego zawodu) – K. Wojciechowski, „Pamiętnik Literacki” rocznik 1, 1902 (tu tekst pierwotny wiersza: Do A. Mickiewicza po wydaniu Wallenroda) – L. Bernacki, „Pamiętnik Literacki” rocznik 24 (1927) i odb. (tu: Do pisarzy warszawskich wołających o krytykę na dzieła nowej szkoły, 1825).
Poszczególne utwory Wężyka przedrukowały liczne antologie i zbiory, m.in.: Księga wierszy polskich XIX w., zebrał J. Tuwim, oprac. J. W. Gomulicki, t. 1, Warszawa 1956; P. Hertz: Zbiór poetów polskich XIX w. księga 1, Warszawa 1959; J. Starnawski: Adam Mickiewicz w poezji polskiej i obcej. 1818-1855-1955, Wrocław 1961; S. Kawyn: Walka romantyków z klasykami, Wrocław (1963).
Pisma prozą nieogłoszone, mowy, nekrologi, recenzje i artykuły, zachowane w rękopisach Ossolineum sygn. 546/III, 12312/IV (tu m.in.: O przeznaczeniu i powinnościach kobiet), 12545/III (tu m.in.: O ruchach politycznych w Europie w r. 1848; Rady dla Towarzystwa Agronomicznego w Krakowie), 12546/III (tu m.in.: recenzja t. 4 Pism rozmaitych Jana Śniadeckiego; Nowe polityczne postacie).

### Przekłady
1. Sofokles: Król Edyp. Tragedia... z greckiego, przekł. dokonany 1 lipca 1804, przejrzany 7 grudnia 1856 w Krakowie, wyd. zobacz Wydania zbiorowe t. 1 (z przedmową tłumacza i wierszem: Na zamknięcie pisarskiego zawodu), wyd. osobno Kraków 1882; rękopis: Ossolineum sygn. 12296/II
2. P. Vergilius Maro: Eneida, powst. 1804-1826; fragm. tekstu pierwotnego, „Pamiętnik Warszawski” 1809 t. 1, s. 7-19; całość tekstu poprawionego zobacz Wydania zbiorowe t. 1, wyd. osobno Kraków 1882; rękopis: Ossolineum sygn. 12297/II (ocenzurowany w roku 1827).

Przekłady drobniejszych utworów ukazywały się w: „Pamiętnik Warszawski” 1809 (tu: Mierność. Z angielskiego, t. 1, s. 159-160; Młynarz bez troski. Powieść z francuskiego F. G. J. S. Andrieux, t. 3, s. 67-68); Wydania zbiorowe t. 3 (tu m.in.: Ideały. Z Szyllera, 1809; Godność kobiety. Z Szyllera; Kmieć, syn i jego koń. Z LaFontaine’a; Dies irae).

### Wydania zbiorowe
1. Pisma... Poezje z pośmiertnych rękopisów t. 1-3 (wyd. S. Tomkowicz), Kraków 1878, wyd. niepełne, oparte na wyborze samego Wężyka, do którego wydawcy „dołączyli tylko mało liczbę ulotnych poezji”; zawartość t. 1[23]: Tłumaczenia klasyków; Od wydawców; Przekłady poz. 1-2 – t. 2[24]: Utwory dramatyczne, z dodaniem urywkowych pamiętników autora; Ważniejsze dzieła poz. 31-33, 42; Żywot F. Wężyka z użyciem głównie własnych zapisków poety, skreślony przez S. Tomkowicza (tu fragmenty poz. 35, 50) – t. 3[25]: Poezje liryczne, okolicznościowe i inne pomniejsze, z dodaniem bibliografii; Ważniejsze dzieła poz. 3-5, 10-11, 13-14, 16, 23, 36, 41, 48-49; drobniejsze przekłady; Bibliograficzny spis dzieł F. Wężyka.

### Listy i materiały
1. Do nieznanego adresata 2 listy z około 1804 r., rękopis: Ossolineum sygn. 1280/I, s. 553-559
2. Do S. Staszica z roku 1811, ogł. A. Kraushar w: Towarzystwo Warszawskie Przyjaciół Nauk t. 3, Kraków 1902
3. Do żony, Felicji z Mieroszewskich Wężykowej, 23 listy z lat 1815-1860; do K. Koźmiana 14 listów z lat 1845-1856 (druk. zobacz poz. 13); do Z. Kaczkowskiego z roku 1857; do S. Orgelbranda z roku 1858; do P. Zienkiewicza z roku 1859; rękopis: Ossolineum sygn. 12322/II
4. Do Michała Potulickiego z roku 1817, rękopis: Biblioteka Narodowa sygn. II 5990
5. Do F. Bentkowskiego z 7 stycznia 1821, z rękopisu biblioteki(?) nr sygn. 7512 ogł. J. Korpała w zbiorze: Miscellanea z l. 1800-1850, Wrocław 1963 „Archiwum Literatury” nr 7
6. Do Józefa Wodzickiego z roku 1823, rękopis: Ossolineum sygn. 11747/II
7. Do F. Łaszowskiego 4 listy z lat 1829-1831, z archiwum rodzinnego Z. Łaszowskiego ogł. K. Wojciechowski, „Pamiętnik Literacki” rocznik 1 (1902)
8. Korespondencja z F. S. Gawrońskim z roku 1837, rękopis: Biblioteka PAN Kraków sygn. 2164, t. 1, 4
9. Do M. Wiszniewskiego 9 listów z lat 1840-1844, z rękopisu Biblioteki Przeździeckich ogł. L. Bernacki, „Pamiętnik Literacki” rocznik 24 (1927) i odb.
10. Do K. Koźmiana z roku 1840, rękopis: Biblioteka PAN Kraków sygn. 2031, t. 3
11. Do Michała i Justyny Węgierskich w zbiorze z lat 1804-1842, rękopis: Biblioteka Jagiellońska sygn. 5624
12. Do Wiktora Kopfi 7 listów z lat: 1842-1843, 1859; rękopis: Biblioteka Jagiellońska sygn. 4891
13. Korespondencja K. Koźmiana z F. Wężykiem z lat 1845-1856, fragm. i wyciągi z 24 listów ogł. I. Skrochowski, „Przegląd Polski” t. 2 (1845), s. 82-110, 391-445; 105 listów ogł. S. Tomkowicz: Korespondencja literacka K. Koźmiana z F. Wężykiem. 1845-1856, „Archiwum do Dziejów Literatury i Oświaty w Polsce” t. 14 (1914) i odb. (Kraków 1913)[26]; tu też korespondencja (5 listów) Wężyka z A. E. Koźmianem z lat 1856-1857; m.in. z rękopisów poz. 3, 30; Do A. K. Jakubowskiego z roku 1848, rękopis: Biblioteka Jagiellońska sygn. 7913 III, k. 165-166; Do A. Mickiewicza z roku 1848, z rękopisu Muzeum A. Mickiewicza w Paryżu ogł. J. Odrowąż-Pieniążek: Listy do A. Mickiewicza w Muzeum A. Mickiewicza w Paryżu, Wrocław 1968, „Archiwum Literatury” nr 12
14. Do M. J. Brodowicza z lat 1848-1850, rękopisy: Ossolineum sygn. 12044/III; Biblioteka Jagiellońska sygn. 4573
15. Do J. Muczkowskiego 2 listy z lat: 1848, 1855; rękopis: Biblioteka Jagiellońska sygn. 4175
16. Do J.B. Załuskiego z lat 1853-1862, rękopisy: Biblioteka PAN Kraków sygn. 5605 i bez sygnatur
17. Do nieznanych adresatów 2 listy z lat 1854-1855, rękopisy: Ossolineum sygn. 6524/II, 9871/II
18. Do K. Szajnochy 2 listy z lat 1855-1857, rękopisy: Ossolineum sygn. 5580/II, Biblioteka Jagiellońska sygn. 7821 IV
19. Do Wacława Szymanowskiego z roku 1855, rękopis: Biblioteka Jagiellońska sygn. 6712 III
20. Do I. J. Kraszewskiego 19 listów z lat 1857-1862, rękopis: Biblioteka Jagiellońska sygn. 6483 IV
21. Do J. Maiera 2 listy z lat: 1857, 1860; rękopis: Biblioteka PAN Kraków sygn. 2020
22. Do Walerego Wielogłowskiego z roku 1857; rękopis: Biblioteka PAN Kraków sygn. 1832
23. Do A. Bielowskiego z roku 1858, rękopis: Ossolineum sygn. 2432/II, t. 4
24. Do S. E. Koźmiana 4 listy z lat 1858-1859, rękopis: Biblioteka PAN Kraków sygn. 2210, t. 16
25. Do nieznanego adresata z roku 1858, rękopis: Biblioteka PAN Kraków sygn. 2217; Do H. Wodzickiego z roku 1859, rękopis: Ossolineum sygn. 11762/II
26. Do Antoniego Kłobukowskiego z roku 1860, rękopis: Biblioteka Jagiellońska sygn. 7921 III
27. List z roku 1860, rękopis: Biblioteka Jagiellońska sygn. 5001
28. Do A. E. Odyńca 5 listów z lat 1860-1861, „Kronika Rodzinna” 1883
29. Do Towarzystwa Naukowego Krakowskiego, rękopis: Oddział Archiwum PAN w Krakowie (Zespół Towarzystwa Naukowego Krakowskiego sygn. TNK 46; Wężykiana); tu także protokoły Komisji Budowniczej Towarzystwa i akty budowy gmachu
30. Od różnych osób 379 listów z lat 1815-1862; m.in.: od ojca, Kazimierza Wężyka z roku 1815; od żony, Felicji z Mieroszewskich Wężykowej 4 listy bez daty; od L. Osińskiego 2 listy z lat 1816-1817 (1 drukowany w poz. 31); od Józefa Mieroszewskiego 2 listy z lat 1820-1822; od F. Bentkowskiego z roku 1821 (drukowany w poz. 32); od A. Grabowskiego z roku 1821; od F. Łaszowskiego 5 listów z lat 1829-1830; od W. Pola 16 listów z lat 1843-1848 (1 drukowany w poz. 31; od A. E. Koźmiana 11 listów z lat 1853-1856 (1 drukowany w poz. 13); od J. Łuszczewskiej (Deotymy) 40 listów z lat 1854-1861; od A. Z. Helcla 8 listów z lat 1855-1859; od Z. Kaczkowskiego 3 listy z 1855-1856 (1 drukowany w poz. 31); od J. I. Kraszewskiego 10 listów z lat 1855-1861 (1 drukowany w poz. 31); od K. Szajnochy 5 listów z lat 1855-1857; od C. K. Norwida 2 listy z lat 1856-1857; od A. Cieszkowskiego z roku 1857; od F. Morawskiego z roku 1857; od L. Pietrusińskiego 15 listów z lat 1857-1859 (1 drukowany w poz. 31); od G. Puzyniny 25 listów z lat 1857-1860; od synów, Teofila, Wilhelma i córki, Tekli 9 listów z lat 1857-1862; od I. Chodźki 4 listy z lat 1858-1859; od A. Fredry 2 listy z lat 1857-1861 (1 drukowany w poz. 31); od G. A. Gebethnera z roku 1858; od S. Orgelbranda 4 listy w roku 1858; od K.W. Wójcickiego z roku 1858; od A. E. Odyńca z roku 1860; od P. Wilkońskiej z roku 1860; od J.K. Żupańskiego z roku 1860; rękopisy: Ossolineum sygn. 12316/III-12321/III; zobacz także poz. 13, 31-32, 34-35; z tego zbioru fragmenty cyt. Z. Zapała w: F. Wężyk. Monografia bibliograficzno-krytyczna, Kraków 1898
31. Od L. Osińskiego z 3 stycznia 1817; od W. Pola z 31 grudnia 1843; od Z. Kaczkowskiego z 21 lutego 1856; od L. Pietrusińskiego z 22 maja 1857; od I. J. Kraszewskiego z 24 lutego 1858; od A. Fredry z 9 lipca 1861; z rękopisów Ossolineum sygn. 12316/III-12319/III ogł. Z. Goliński, „Ze skarbca kultury” 1953 zeszyt 1, porównaj poz. 30
32. Od F. Bentkowskiego ze stycznia 1821, z rękopisu Ossolineum sygn. 12316/III ogł. J. Starnawski, „Ruch Literacki” 1965 nr 1, porównaj poz. 30
33. Od Władysława Wężyka z Kobiernic 6 października 1843, z rękopisu Ossolineum sygn. 11568/III ogł. H. Barycz: Jeszcze jedno spotkanie wrocławskie. Do biografii Władysława Wężyka, „Pamiętnik Literacki” rocznik 50 (1959), zeszyt 3/4, s. 599-600
34. Od Józefa Lompy 5 listów z lat 1857-1861, z rękopisu Ossolineum sygn. 12318/III ogł. J. Ender: Obrońcy ludu śląskiego cz. 1: Józef Lompa, Warszawa 1956, s. 138-143, porównaj poz. 30
35. Od K. Estreichera ze Lwowa 9 listów z lat 1858-1859, z rękopisu Ossolineum sygn. 12316/III ogł. J. Turska, „Ze skarbca kultury” 1952 zeszyt 1, porównaj poz. 30
36. Od Fryderyka Skobla 3 listy z roku 1859, z rękopisu Oddziału Archiwum PAN w Krakowie ogł. D. Rederowa, K. Stachowska: Ośrodek naukowy krakowski w świetle materiałów Towarzystwa Naukowego Krakowskiego 1841-1871. Wybór źródeł, „Rocznik Biblioteki PAN w Krakowie” rocznik 2 (1956, wyd. 1959)
37. Różne papiery F. Wężyka; m.in. świadectwa z Uniwersytetu Krakowskiego (1802); nominacja na asesora (1807); rozporządzenie majątku między dzieci; pisma z okresu prezesury w Towarzystwie Naukowym Krakowskim; rękopis: Ossolineum sygn. 12546/III
38. Papiery dot. budowy domu Towarzystwa Naukowego Krakowskiego; rękopis: Ossolineum sygn. 12315/III.

Bardziej szczegółową bibliografię twórczości Wężyka podaje S. Tomkowicz: Bibliograficzny spis dzieł F. Wężyka w: Pisma t. 3, Kraków 1878, dodatek (zobacz Wydania zbiorowe).

## Opracowania poświęcone życiu i twórczości Wężyka

### Monografie
1. Z. Zapała: F. Wężyk. Monografia bibliograficzno-krytyczna, Kraków 1898; wyd. następne (tytułowe) Kraków 1904.
2. Barbara Czwórnóg-Jadczak: Klasyk aż do śmierci. Twórczość literacka Franciszka Wężyka. Wydawnictwo UMCS, Lublin 1994
3. Barbara Czwórnóg-Jadczak: Franciszek Wężyk – poeta zapomniany, OWD „Express Press”, Lublin 1994

### Wybrane opracowania dot. twórczości
1. (Rzym oswobodzony. Omówienie przedstawienia): „Gazeta Warszawska” 1809; „Gazeta Krakowska” 1809 nr 105; „Pamiętnik Warszawski” 1809 t. 2
2. L. Osiński: (Gliński. Recenzja teatr.), „Pamiętnik Warszawski” marzec 1810; przedr. w: Dzieła t. 4, Warszawa 1862, s. 366 i następne
3. X. (F. Morawski?): (Bolesław Śmiały. Recenzja teatr.), „Gazeta Korespondenta Warszawskiego” 1816 nr 102-104; przedr. J. Lipiński w: Recenzje teatralne Towarzystwa Iksów, 1815-1819, Wrocław 1956 „Materiały do dziejów Teatru w Polsce” nr 4
4. (Okolice Krakowa. Rec.): „Pszczółka Krakowska” 1820 t. 2, s. 236
5. (Władysław Łokietek. Rec.): „Czasop. Nauk. od Zakładu Nar. im. Ossol. Wyd.” 1832 zeszyt 2, s. 60-66
6. (Zygmunt z Szmotuł. Rec.): „Czasop. Nauk. od Zakładu Nar. im. Ossol. Wyd.” 1834 zeszyt 1, s. 79-82
7. W. Wilkoszewski: Rys historyczno-chronologiczny Towarzystwa Wolnego Mularstwa w Polsce (powst. przed rokiem 1838), wyd. z rękopisu T. Święcicki, Londyn 1968
8. K. Koźmian i F. Wężyk, „Czas” 1852 nr 182
9. K. Kożmian: Pamiętniki (powst. przed rokiem 1856), t. 1-3, Poznań 1858 – Kraków 1865 i wyd. następne
10. F. K. Prek:Czasy i ludzie (powst. przed rokiem 1856), wyd. H. Barycz, Wrocław 1959.